# Соціальний проєкт «Дитина з Місяця»
«Дити́на з Мі́сяця» — український проєкт з прав людини, спрямований на зміну ставлення молоді та засобів масової інформації до осіб-інвалідів. Започаткований у 2010 у рамках програми «Завтра.UA» Фонду Віктора Пінчука.

## Мета проєкту
Привернення уваги молоді та в засобів масової інформації до проблем людей з обмеженими можливостями в Україні, налагодження контактів між студентами, громадськими активістами та громадськими організаціями, які займаються проблемами інвалідів, а також включення людей з обмеженими можливостями в соціальне життя.

## Про проєкт
Проєкт був започаткований студентами десяти українських університетів на 3-му Молодіжному Форумі Стипендіальної програми «Завтра.UA» Фонду Віктора Пінчука, що відбувся під Києвом з 17 по 20 травня 2010 року.
Проєкт передбачає показ у вищих навчальних закладах України фільму-мелодрами «Дитина з Місяця» (Il figlio della luna), а також дискусію про дотримання в Україні прав людей з обмеженими можливостями після кіноперегляду.
Реалізація проєкту розпочалася з показу фільму 21 жовтня 2010 року в Сєвєродонецьку. Перший етап проєкту тривав 8 тижнів та охопив Луганськ, Острог, Хмельницький, Ужгород, Запоріжжя, Сімферополь.
Окрім показу фільму та проведення дискусій про дотримання в Україні прав людей з особливими потребами, в цих містах було здійснено первинний збір інформації стосовно проблем інвалідів в Україні, зокрема, доступності освіти та наявності рівних умов для їхнього індивідуального розвитку.
Логічним підсумком першого етапу проєкту стали фінальний кінопоказ та прес-конференція в Києві, приурочена до Міжнародного дня інвалідів. Під час прес-конференції було презентовано буклети із результатами проєкту.
Під час 4-го Молодіжного Форуму «Завтра.UA» у травні 2011 року було презентовано збірку оповідань, есе, роздумів, статей про дітей та молодь з обмеженими можливостями, яка вийшла в рамках проєкту. Збірку можна знайти в Національній бібліотеці України імені В.І.Вернадського, у Національній парламентській бібліотеці України, у Науковій бібліотеці імені Михайла Максимовича Київського національного університету імені Тараса Шевченка, у бібліотеці Національного педагогічного університету ім. М.П.Драгоманова.

## Фільм
Фільм-мелодрама "Дитина з Місяця" (Il figlio della luna) (RAI FICTION - 11 Marzo Film, Італія, 2006) італійського режисера Джанфранко Альбано (Gianfranco Albano) розповідає життєву історію видатного фізика Фульвіо Фрізоне (Fulvio Frisone), який живе у Сицилії та працює в університеті, названому на його честь.
На створення фільму "Дитина з Місяця" (Il figlio della luna) його авторів надихнула реальна історія Фульвіо Фрізоне (Fulvio Frisone), видатного фізика, що й тепер живе і працює на Сицилії. Фульвіо народився з тяжким пошкодженням мозку, рухових та мовних центрів внаслідок спричиненої лікарською недбалістю родової травми. Лікарі прогнозували Фульвіо фізичну та інтелектуальну неспроможність спілкування з оточенням.
Впродовж усього дитинства, юнацтва та дорослого життя хлопця ми показано його матір, Лучію, яка ніколи не здається. Завдяки своїй хоробрості, наполегливості та силі волі, Лучія доводить, що всі – лікарі, вчителі, суспільство – помилялися щодо її сина, який пройшов нелегкий шлях i, врешті, став міжнародно визнаним вченим.
Стрічка неодноразово ставала призером престижних міжнародних телевізійних фестивалів, здобувши у 2007 році призи "Юнеско-Амаде" у Монте-Карло, "Золота Магнолія" в Шанхаї та приз "Золота Олива" за найкращий художній фільм у м. Бар, Чорногорія.

## Команда проєкту

### Ініціатор проєкту
Мари́на Шкуропа́т - незалежний продюсер, автор та сценарист документальних та художніх фільмів, учасниця та член журі міжнародних телевізійних фестивалів, український кореспондент Міжнародного фестивалю аудіовізуальних програм (FIPA) (м. Біарріц, Франція), член Міжнародної Академії телевізійної науки та мистецтва (м. Нью-Йорк, США).
«Мені хочеться, щоб ми перестали боятися виходити за рамки свого світу, почали спілкуватись з людьми, які за нашими мірками чи за мірками суспільства, вважаються не такими як ми чи в чомусь гірші за нас», - Марина Шкуропат.

### Лідер проєкту
Діа́на Гольдште́йн - бакалавр економіки, випускниця Київського національного університету імені Тараса Шевченка, стипендіат програми «Завтра.UA» (Фонд Віктора Пінчука).

### Координатори проєкту
Оле́на Бабе́нко - бакалавр економіки, випускниця Київського національного університету імені Тараса Шевченка, стипендіат програми «Завтра.UA» (Фонд Віктора Пінчука).
Іри́на Бо́чар - магістр міжнародних відносин, випускниця Київського національного університету імені Тараса Шевченка, стипендіат програми «Завтра.UA» (Фонд Віктора Пінчука), куратор літературно-мистецького проєкту «ЩОДЕННИК».

## ЗМІ про проєкт
- Проєкт "Дитина з Місяця" на 3-му Молодіжному Форумі "Завтра.ua"
- Сюжет про проєкт "Дитина з Місяця" у програмі "Підйом", Новий канал
- Сюжет про проєкт "Дитина з Місяця" у Сімферополі
- В Северодонецке состоялось мероприятие в рамках Всеукраинского проекта по правам человека "Дитя місяця" / Час Пик[недоступне посилання з липня 2019]
- "Лунный ребёнок": реалии жизни / Університетський вісник, Східноукраїнський національний університет імені Володимира Даля
- Дитина з Місяця / Інститут корекційної педагогіки та психології Національного педагогічного університету ім. М. П. Драгоманова
- У Львові презентують проект "Дитина з Місяця" / Zaxid.net
- "Дитина Місяця" у Львові / Мережа активістів правозахисного руху
- Кіноклуб соціального кіно